# Puchar Australii i Oceanii w narciarstwie dowolnym 2017
Puchar Australii i Oceanii w narciarstwie dowolnym 2017 rozpoczął się 1 sierpnia 2017 w australijskim Mount Buller w zawodach skicross'u. Puchar zakończył się 2 września 2017 również w Mount Buller, ale w jeździe po muldach podwójnych.
Puchar Australii i Oceanii został rozegrany w 2 krajach i 4 miastach.

## Konkurencje
- MO = jazda po muldach
- DM = jazda po muldach podwójnych
- SX = skicross
- HP = halfpipe
- SS = slopestyle

## Kalendarz i wyniki ANC

### Mężczyźni
| Lp | Data             | Miejscowość  | Konkurencja | 1. miejsce       | 2. miejsce          | 3. miejsce       |
| -- | ---------------- | ------------ | ----------- | ---------------- | ------------------- | ---------------- |
| 1. | 1 sierpnia 2017  | Mount Buller | SX          | Douglas Crawford | Robbie Morrison     | Lee Rolls        |
| 2. | 2 sierpnia 2017  | Mount Buller | SX          | Douglas Crawford | Lee Rolls           | Ethan Jackson    |
| 3. | 15 sierpnia 2017 | Cardrona     | HP          | Nico Porteous    | Hiroo Wada          | Robin Briguet    |
| 4. | 17 sierpnia 2017 | Cardrona     | SS          | Birk Ruud        | Cody Laplante       | Gen Sasaki       |
| 5. | 25 sierpnia 2017 | Hotham       | SX          | Jamie Prebble    | Tyler Wallasch      | Brant Crossan    |
| 6. | 26 sierpnia 2017 | Hotham       | SX          | Tyler Wallasch   | Erik Sparkowski     | Douglas Crawford |
| 7. | 29 sierpnia 2017 | Perisher     | MO          | Matt Graham      | Mikaël Kingsbury    | Laurent Dumais   |
| 8. | 30 sierpnia 2017 | Perisher     | MO          | Mikaël Kingsbury | Marc-Antoine Gagnon | Gabriel Dufresne |
| 9. | 2 września 2017  | Mount Buller | DM          | Matt Graham      | Alexandre Lavoie    | George McQuinn   |

### Kobiety
| Lp | Data             | Miejscowość  | Konkurencja | 1. miejsce       | 2. miejsce      | 3. miejsce     |
| -- | ---------------- | ------------ | ----------- | ---------------- | --------------- | -------------- |
| 1. | 1 sierpnia 2017  | Mount Buller | SX          | Sami Kennedy-Sim | Lilly Speiser   | Elliane Hall   |
| 2. | 2 sierpnia 2017  | Mount Buller | SX          | Sami Kennedy-Sim | Lilly Speiser   | Emma Peters    |
| 3. | 15 sierpnia 2017 | Cardrona     | HP          | Sabrina Cakmakli | Zoe Atkin       | Jang Yu-jin    |
| 4. | 17 sierpnia 2017 | Cardrona     | SS          | Lee Mee-hyun     | Nanaho Kiriyama | Kea Kühnel     |
| 5. | 25 sierpnia 2017 | Hotham       | SX          | Sami Kennedy-Sim | Nikol Kučerová  | Mazie Hayden   |
| 6. | 26 sierpnia 2017 | Hotham       | SX          | Sami Kennedy-Sim | Nikol Kučerová  | Mazie Hayden   |
| 7. | 29 sierpnia 2017 | Perisher     | MO          | Perrine Laffont  | Britteny Cox    | Olivia Giaccio |
| 8. | 30 sierpnia 2017 | Perisher     | MO          | Britteny Cox     | Olivia Giaccio  | Jakara Anthony |
| 9. | 2 września 2017  | Mount Buller | DM          | Nicole Parks     | Madi Himbury    | Britteny Cox   |

## Klasyfikacje

### Mężczyźni
| Lp. | Zawodnik            | Punkty |
| --- | ------------------- | ------ |
| 1.  | Douglas Crawford    | 58.40  |
| 2.  | Matt Graham         | 48     |
| 3.  | Robbie Morrison     | 41.20  |
| 4.  | Mikaël Kingsbury    | 36     |
| 4.  | Tyler Wallasch      | 36     |
| 6.  | Jamie Prebble       | 29     |
| 7.  | Lee Rolls           | 28     |
| 8.  | Erik Sparkowski     | 23.20  |
| 9.  | Alfred Wenk         | 22.60  |
| 10. | Marc-Antoine Gagnon | 21.80  |

| Lp. | Zawodnik         | Punkty |
| --- | ---------------- | ------ |
| 1.  | Douglas Crawford | 292    |
| 2.  | Robbie Morrison  | 206    |
| 3.  | Tyler Wallasch   | 180    |
| 4.  | Jamie Prebble    | 145    |
| 5.  | Lee Rolls        | 140    |
| 6.  | Erik Sparkowski  | 116    |
| 7.  | Alfred Wenk      | 113    |
| 8.  | Ippei Yoshigoe   | 100    |
| 9.  | Nicholas Sharp   | 98     |
| 10. | Brant Crossan    | 92     |

| Lp. | Zawodnik             | Punkty |
| --- | -------------------- | ------ |
| 1.  | Matt Graham          | 250    |
| 2.  | Mikaël Kingsbury     | 180    |
| 3.  | Marc-Antoine Gagnon  | 109    |
| 4.  | Choi Jae-woo         | 95     |
| 5.  | Alexandre Lavoie     | 87     |
| 6.  | George McQuinn       | 83     |
| 7.  | Gabriel Dufresne     | 75     |
| 7.  | Laurent Dumais       | 75     |
| 9.  | William Feneley      | 70     |
| 10. | Rohan Chapman-Davies | 64     |
| 10. | Kosuke Sugimoto      | 64     |

### Kobiety
| Lp. | Zawodniczka      | Punkty |
| --- | ---------------- | ------ |
| 1.  | Sami Kennedy-Sim | 80     |
| 2.  | Lilly Speiser    | 49     |
| 3.  | Britteny Cox     | 48     |
| 4.  | Emma Peters      | 40     |
| 5.  | Elliane Hall     | 35     |
| 6.  | Jakara Anthony   | 32     |
| 6.  | Nikol Kučerová   | 32     |
| 8.  | Perrine Laffont  | 30     |
| 9.  | Olivia Giaccio   | 28     |
| 10. | Nicole Parks     | 27.40  |

| Lp. | Zawodniczka      | Punkty |
| --- | ---------------- | ------ |
| 1.  | Sami Kennedy-Sim | 400    |
| 2.  | Lilly Speiser    | 245    |
| 3.  | Emma Peters      | 200    |
| 4.  | Elliane Hall     | 175    |
| 5.  | Nikol Kučerová   | 160    |
| 6.  | Mazie Hayden     | 120    |
| 7.  | Lara Franks      | 102    |
| 8.  | Sammie Gaul      | 85     |
| 9.  | Whitney Gardner  | 82     |
| 10. | Kathryn Parker   | 79     |

| Lp. | Zawodniczka     | Punkty |
| --- | --------------- | ------ |
| 1.  | Britteny Cox    | 240    |
| 2.  | Jakara Anthony  | 160    |
| 3.  | Perrine Laffont | 150    |
| 4.  | Olivia Giaccio  | 140    |
| 5.  | Nicole Parks    | 137    |
| 6.  | Madi Himbury    | 124    |
| 7.  | Claudia Gueli   | 99     |
| 8.  | Nagi Ogihara    | 81     |
| 9.  | Taylah Oneill   | 80     |
| 10. | Valérie Gilbert | 64     |